# De duobus malis minimum (est eligendum)
 De duobus malis minimum (est eligendum) лат. (изговор: де дуобус малис минимум (ест елигендум)). Од  два зла треба бирати мање. (Цицерон)

## Поријекло изреке
Изрека се приписује   римском  државнику и   бесједнику   Цицерону (први вијек п. н. е.).

## Изрека другачије
Ex malis eligere minima oportet лат. (изговор: екс малис елигере минима опортет). Од   зла треба бирати најмање. (Цицерон) 

## Тумачење
Када човјек може да бира од два зла која му пријете, мора да препозна и  изабере мање.